# 1996 год в спорте
Список 1996 год в спорте перечисляет спортивные события, произошедшие в 1996 году.

## Россия
- Командный чемпионат России по спидвею 1996;
- МХЛ в сезоне 1995/1996;
- Первая лига ПФЛ 1996;
- Первенство России по хоккею с мячом среди команд первой лиги 1995/1996;
- Чемпионат России по конькобежному спорту в классическом многоборье 1996;
- Чемпионат России по фигурному катанию на коньках 1997;
- Чемпионат России по хоккею с мячом 1995/1996;
- Чемпионат России по хоккею с шайбой среди женщин 1996/1997;
- Чемпионат России по фигурному катанию на коньках 1997;[1]
- Чемпионат России по шахматам 1996;
- Создан регбийный клуб «Кубань»;

### Баскетбол
- Чемпионат России по баскетболу 1995/1996;
- Чемпионат России по баскетболу 1996/1997;

### Волейбол
- Чемпионат России по волейболу среди женщин 1995/1996;
- Чемпионат России по волейболу среди женщин 1996/1997;
- Чемпионат России по волейболу среди женщин 1995/1996;
- Чемпионат России по волейболу среди мужчин 1996/1997;

### Футбол
- Первая лига ПФЛ 1996;
- Вторая лига ПФЛ 1996;
- ФК «Амкар» в сезоне 1996;
- ФК «Анжи» в сезоне 1996;
- ФК «Спартак» Москва в сезоне 1996;
- ФК «Ротор» в сезоне 1996;
- Чемпионат России по футболу 1996;
- Чемпионат России по футболу 1996 — золотой матч;
- Созданы клубы:
  - «Витязь» (Подольск);
  - «Динамо-Жемчужина-2»;
  - «Колос» (Покровское);
  - МИФИ;
  - «Подолье» (Подольский район);
  - «Вертикаль» (Калинковичи);
- Создан женский клуб «Рязань-ВДВ»;
- Созданы мини-футбольные клубы:
  - «Футбол-Хоккей НН»;
  - ЦСКА (Москва);
- Расформированы клубы:
  - «Булат» (Череповец);
  - «Звезда» (Пермь);
  - «Источник»;
  - «Колос» (Краснодар);
  - «Турбостроитель» (Калуга);
- Расформирован женский клуб КАМАЗ;

### Хоккей с мячом
- Первенство России по хоккею с мячом среди команд первой лиги 1995/1996;
- Первенство России по хоккею с мячом среди команд первой лиги 1996/1997;
- Чемпионат России по хоккею с мячом 1995/1996;
- Чемпионат России по хоккею с мячом 1996/1997;

### Хоккей с шайбой
- Чемпионат России по хоккею с шайбой 1996/1997;
- Чемпионат России по хоккею с шайбой 1997/1998;
- Чемпионат России по хоккею с шайбой среди женщин 1995/1996;
- Чемпионат России по хоккею с шайбой среди женщин 1996/1997;
- Создан клуб «Витязь»;

## Международные события
- К-1 (Мировой Гран-при 1996);

### Летние Олимпийские игры 1996
- Академическая гребля;
- Бадминтон;
- Баскетбол;
- Бейсбол;
- Бокс;
  - До 51 кг;
  - До 63,5 кг;
- Борьба;
- Велоспорт;
- Водное поло;
  - Водное поло (мужчины);
- Волейбол;
  - Волейбол (квалификация);
- Гандбол;
- Гимнастика;
  - Спортивная гимнастика;
    - Бревно (женщины);
    - Брусья (женщины);
    - Вольные упражнения (женщины);

  - Художественная гимнастика;
- Гребля на байдарках и каноэ;
- Гребной слалом;
- Дзюдо;
- Конный спорт;
- Лёгкая атлетика;
  - Бег на 10 000 метров (мужчины);
  - Прыжки в высоту (женщины);
  - Прыжки в длину (мужчины);
- Настольный теннис;
- Парусный спорт;
- Плавание;
- Пляжный волейбол;
- Прыжки в воду;
- Трамплин, 3 метра (мужчины);
- Синхронное плавание;
- Современное пятиборье;
- Софтбол;
- Стрельба;
- Стрельба из лука;
- Теннис;
- Тяжёлая атлетика;
- Фехтование;
- Футбол;
  - Футбол (женщины);
  - Футбол (мужчины);
  - Футбол (составы, мужчины);
- Хоккей;
- Итоги летних Олимпийских игр 1996 года;

### Чемпионаты Европы
- Чемпионат Европы по биатлону 1996;
- Чемпионат Европы по боксу 1996;
- Чемпионат Европы по гандболу среди мужчин 1996;
- Чемпионат Европы по лёгкой атлетике в помещении 1996;
- Чемпионат Европы по мини-футболу 1996;
- Чемпионат Европы по фигурному катанию 1996;
- Чемпионат Европы по футболу 1996;

### Чемпионаты мира
- Чемпионат мира по академической гребле 1996;
- Чемпионат мира по биатлону 1996;
- Чемпионат мира по летнему биатлону 1996;
- Чемпионат мира по конькобежному спорту в классическом многоборье 1996;
- Чемпионат мира по международным шашкам среди мужчин 1996—1997;
- Чемпионат мира по пляжному футболу 1996;
- Чемпионат мира по сноуборду 1996;
- Чемпионат мира по фигурному катанию 1996;
- Чемпионат мира по художественной гимнастике 1996;

### Баскетбол
- Евролига ФИБА 1996/1997;
- Европейская лига ФИБА 1996/1997;
- Созданы клубы:
  - «Возко»;
  - «Польковице»;
  - «Цзянсу Дрэгонс»;
  - «Шанхай Шаркс»;
- Создан женский клуб «Валенсия»;

### Волейбол
- Кубок европейских чемпионов по волейболу среди женщин 1995/1996;
- Кубок европейских чемпионов по волейболу среди женщин 1996/1997;
- Мировая лига 1996 (волейбол);
- Мировой Гран-при по волейболу 1996;
- Чемпионат Европы по волейболу среди женщин 1997 (квалификация);
- Чемпионат Европы по волейболу среди мужчин 1997 (квалификация);
- Чемпионат Украины по волейболу среди женщин 1995/1996;
- Чемпионат Украины по волейболу среди женщин 1996/1997;
- Чемпионат Украины по волейболу среди мужчин 1995/1996;
- Чемпионат Украины по волейболу среди мужчин 1996/1997;

### Регби
Созданы клубы:
- «Блюз»;
- «Брамбиз»;
- «Квинсленд Редс»;
- «Крусейдерс»;
- «Уаратаз»;
- «Хайлендерс»;
- «Харрикейнз»;
- «Чифс»;
- «Эдинбург»;

### Снукер
- Asian Classic 1996;
- Benson & Hedges Championship 1996;
- British Open 1996;
- Charity Challenge 1996;
- European League 1996;
- European Open 1996;
- German Open 1996;
- International Open 1996;
- Irish Masters 1996;
- Malta Grand Prix 1996;
- Scottish Masters 1996;
- Thailand Open 1996;
- Гран-при 1996;
- Кубок мира 1996;
- Мастерс 1996;
- Открытый чемпионат Уэльса по снукеру 1996;
- Официальный рейтинг снукеристов на сезон 1995/1996;
- Официальный рейтинг снукеристов на сезон 1996/1997;
- Снукерный сезон 1995/1996;
- Снукерный сезон 1996/1997;
- Чемпионат Великобритании по снукеру 1996;
- Чемпионат Европы по снукеру 1996;
- Чемпионат мира по снукеру 1996;
- Чемпионат мира по снукеру среди любителей 1996;

### Теннис
- Открытый чемпионат Санкт-Петербурга по теннису 1996;
- Кубок Кремля 1996;
  - Кубок Кремля 1996 в женском одиночном разряде;
  - Кубок Кремля 1996 в женском парном разряде;
  - Кубок Кремля 1996 в мужском одиночном разряде;
  - Кубок Кремля 1996 в мужском парном разряде;
- Кубок мира WTA среди пар 1996;

### Футбол
- Матчи сборной России по футболу 1996;
- Матчи сборной СНГ по футболу;
- Кубок Либертадорес 1996;
- Кубок обладателей кубков УЕФА 1996/1997;
- Кубок чемпионов КОНКАКАФ 1996;
- Кубок обладателей кубков УЕФА 1995/1996;
- Кубок обладателей кубков УЕФА 1996/1997;
- Финал Кубка обладателей кубков УЕФА 1996;
- ФК БАТЭ в сезоне 1996;
- Созданы клубы:
  - АЗАЛ;
  - «Аль-Муайдар»;
  - «Аль-Харитият»;
  - «Ансан Полис»;
  - БАТЭ;
  - «Варзоб»;
  - «Вертикаль» (Калинковичи);
  - «Ветра»;
  - «Гагаузия»;
  - «Гожув-Велькопольский»;
  - «Гуанчжоу Сунжи»;
  - «Даллас»;
  - «Дубай»;
  - «Звезда-БГУ»;
  - «Колорадо Рэпидз»;
  - «Лахти»;
  - «Лорка Атлетико»;
  - «Нива» (Бершадь);
  - «Орашье»;
  - «Перис»;
  - «Перт Глори»;
  - «Сембаванг Рейнджерс»;
  - «Сестао Ривер»;
  - «Сеута»;
  - «Сигнал» (Одесса);
  - «Сямынь Ланьши»;
  - «Умм-Салаль»;
  - «Универсидад Сесар Вальехо»;
  - «Хало»;
  - «Хангарьд»;
  - «Чанчунь Ятай»;
  - «Черноморец-д»;
  - «Шэньси Голи»;
  - «Энергетик» (Дубоссары);
  - «Эстерсунд»;
  - «Юньнань Хунта»;
- Создан мини-футбольный клуб «Лупаренсе»;
- Расформированы клубы:
  - «Азнавур»;
  - «Бобруйск»;
  - «Вента» (Вентспилс);
  - «Нива-Космос»;
  - «Нистру» (Чобурчи);
  - «Прогресул» (Бричаны);
  - «Сан-Диего Сокерз»;
  - «Сестао Спорт»;
  - «Старт» (Броцены);
  - «Торентул»;

#### Женский футбол
- Матчи женской сборной России по футболу 1996;

### Чемпионат Европы по футболу 1996
- Чемпионат Европы по футболу 1996 (отборочный турнир);
- Чемпионат Европы по футболу 1996 (составы);
- Финал чемпионата Европы по футболу 1996;

### Хоккей с шайбой
- ВЕХЛ в сезоне 1995/1996;
- ВЕХЛ в сезоне 1996/1997;
- Исландская хоккейная лига 1995/1996;
- Исландская хоккейная лига 1996/1997;
- Квалификация группы D чемпионата мира по хоккею с шайбой 1996;
- Кубок МХЛ 1996;
- Матч всех звёзд НХЛ 1996;
- МХЛ в сезоне 1995/1996;
- НХЛ в сезоне 1995/1996;
- НХЛ в сезоне 1996/1997;
- Чемпионат Европы по хоккею с шайбой 1996 (женщины);
- Чемпионат мира по хоккею с шайбой 1996;
- Созданы клубы:
  - «Ариада»;
  - «Гамильтон Булдогс»;
  - «Гранд-Рапидс Гриффинс»;
  - «Ковентри Блэйз»;
  - «Кутеней Айс»;
  - «Манитоба Мус»;
  - «Метула»;
  - «Орлик»;
  - «Пеликанс»;
  - «Полис Академиси»;
  - «Призма»;
  - «Филадельфия Фантомс»;

### Шахматы
- Женская шахматная олимпиада 1996;
- Матч за звание чемпиона мира по шахматам по версии ФИДЕ 1996;
- Чемпионат Израиля по шахматам 1996;
- Шахматная олимпиада 1996;

## Моторные виды спорта
- Формула-1 в сезоне 1996;